# NGC 6382
NGC 6382 (również PGC 60342) – galaktyka eliptyczna (E), znajdująca się w gwiazdozbiorze Smoka. Odkrył ją Edward D. Swift 2 czerwca 1883 roku.